# Trichodes leucopsideus
Espèce
Trichodes leucopsideus , le clairon, est une espèce d'insectes coléoptères de la famille des Cleridae.

## Description
Sa longueur varie de 9 à 18 mm.

## Répartition
Sud de la France, lieux secs. Peu commun.